# 境
境（さかい）とは、政治、行政、言語、食文化等を区切る地理的な境目のこと。

## 自然地理と境
地球の陸地上の地形を大きく二つに分けると、起伏や傾斜の大きい山地と起伏や傾斜の小さい平地に分けられる。人類の諸活動はその行動の容易性から平地を中心に行われている。山地は平地ほど移動が容易でなく生活資源にも乏しい。山地と平地の境域にある地形には、丘陵、台地、段丘、扇状地などがあり、これらの地形には特徴的な環境が見られる。

## 政治行政と境
政治行政上の境には、国境、州境、村境など様々なものがある。このような境の多くは自然発生的なものが多く、分水界、湖沼、海洋、樹木など自然的事物が境界になっている場合とそうではない人為的事物が境界になっている場合とがある。
国家は主権の下に住民と領土を支配しており、その境となるのが国境である。古代国家では領域の限界の観念が希薄で辺境によって領域は画されていた。古代国家では防衛のため、森林、山岳、砂漠、沼沢といった自然的障壁が利用された。住民の増加や開拓前線の伸長などによって国の領域が拡大すると他国との境界を確定させる必要を生じた。

## 日本における境

### 日本における境界
古代日本においては、山（峠・分水嶺）や川などの自然が形成した境目がそのまま境とされた。後に、橋や坂といった人為的な概念が含まれる境目も用いられるようになった。
更に、開発の進行によって、土地の境界を定める必要性が高まっていった。『常陸国風土記』における箭括麻多智と夜刀神の争いでは、人間と自然（未開地及びその象徴である神）との境界が生み出されていく姿が描かれている。
大化の改新以後、評制から律令制的な令制国形成にあたって、各地で国境・郡境の画定が進められていった。また、条里制によって土地の境界線の画定も行われるようになる。
律令制が崩壊して荘園制が進行すると、荘園の権利者などが独自に四至の境界を設定していくようになる。山川などの自然の境目、行政的な境界線、道や用水路、墓地などの人為的な施設などを用いて境界線を設定するようになったが、同時に、境相論などと呼ばれる諍いも頻発するようになった。京都や鎌倉などの都市では、四堺を定めて四角四堺祭を行ったり、村々では地蔵や門を構えて境目の証とした。
豊臣政権は、こうした境相論の裁断権を自己に集めるために、惣無事令を発するとともに、諸大名を動員して御前帳と国絵図を作成させて、裁定の基礎資料とした。この政策は江戸幕府にも継承され、度々国地図や郷帳が作成されて、これを基にした大名配置や行政区分の確立などが行われた。

### 日本の「境」
「日本」という国土・領域の境界に関しての認識についても、様々な変遷を遂げている。
『宋書』によれば、倭の五王の1人武は、南朝皇帝への上表文において、「東は毛人を征すること、五十五国。西は衆夷を服すること六十六国。渡りて海北を平らぐること、九十五国。」と述べて、自己の領域拡大の実績について述べている。
中世に入ると、土地と同じように日本にも四至すなわち境界があると考えられるようになった。『延喜式』においては、陸奥国（紫波郡周辺）を東端、土佐国を南端、佐渡国を北端としている。刀伊の入寇に際して、「新羅（実際には高麗）の境に入るべからず」という大宰権帥より武士達への命令が出されており、日本と高麗間に国境が存在する事は意識されていた。中世においては、日本列島は東西に長く延びた形状をしており、夷島（北海道）あるいは外ヶ浜（津軽半島東部地域）と鬼界ヶ島（鹿児島県三島村の硫黄島とする説が有力）を日本の東西の果てとして、国内の穢れを放逐する土地（すなわち流刑地）とする考えが広く行われた。なお、その地理観から南北の端については余り意識されていなかったが、北を佐渡、南を土佐または熊野とする説がなされていた。また、日本と朝鮮・中国の国境として潮流の境目となる筑羅が沖（ちくらが沖）という観念が生じた。だが、国家主権が成立していなかった当時において、国境概念は非常に曖昧であり、妙本寺本『曽我物語』で、日本の西の果てを「鬼界・高麗・硫黄嶋」とするなど、意識と現実の格差も見られており、後世にも影響を与えている。